# Pteroplatytrygon violacea
Il trigone viola (Pteroplatytrygon violacea (Bonaparte, 1832)), conosciuto anche come pastinaca viola o violacea o pastinaca pelagica, è un pesce della famiglia Dasyatidae, unica specie del genere Pteroplatytrygon.

## Descrizione

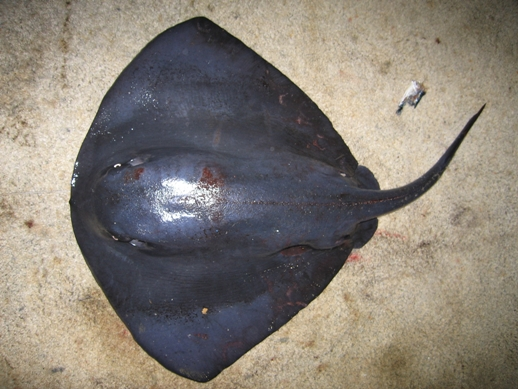
Pteroplatytrygon violacea

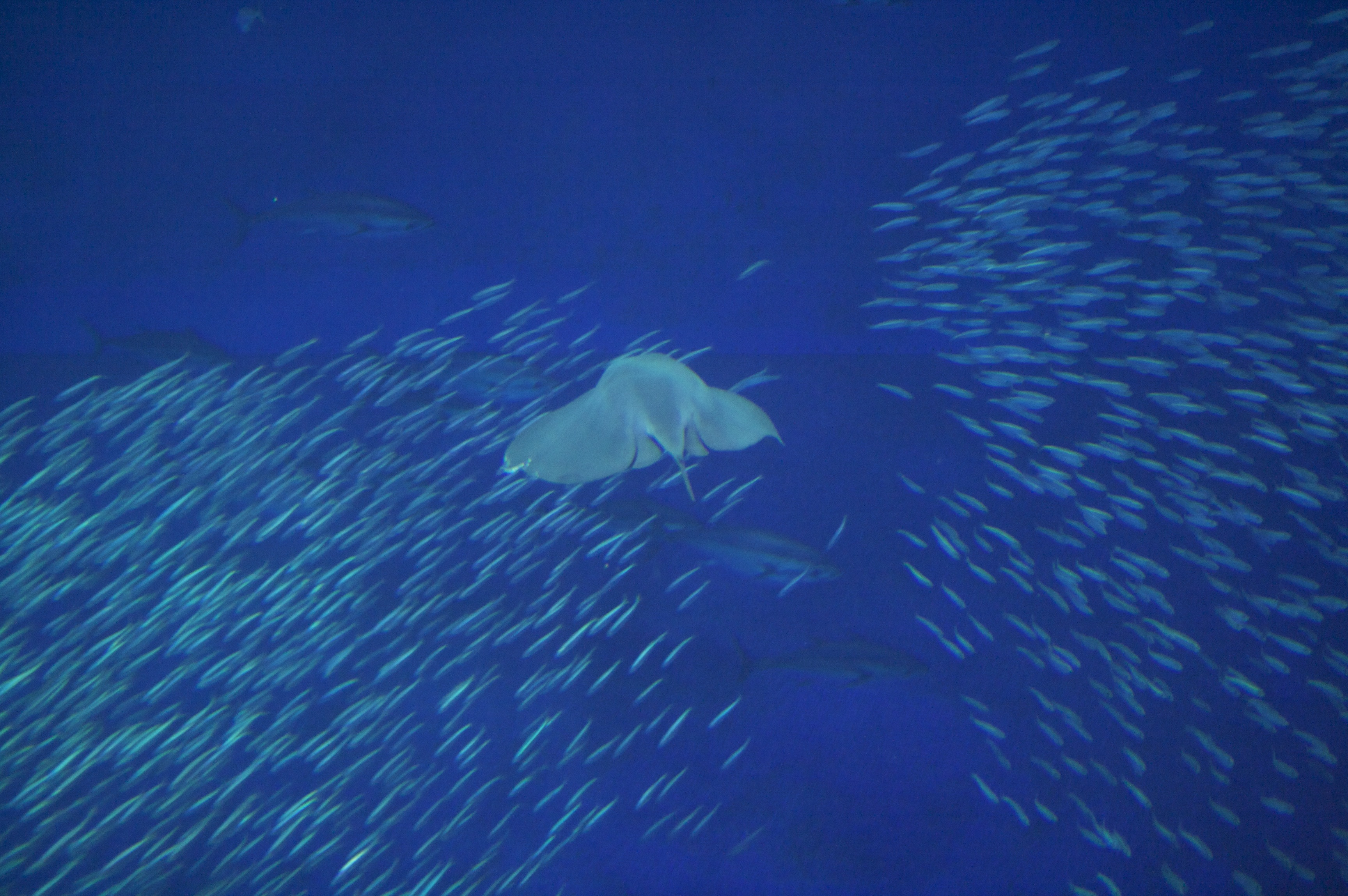
I piccoli pesci sono parte integrante della dieta delle pastinache pelagiche.

Gli esemplari adulti possono raggiungere i 160 cm di lunghezza (coda compresa) e gli 80 cm di larghezza. È caratterizzata da un corpo di forma discoidale molto affusolato, con delle larghe pinne pettorali. Gli occhi, a differenza delle altre pastinache, non sono sporgenti. La bocca, situata in posizione ventrale, è dotata di 25-34 file di denti sulla mandibola superiore e 25-31 file sulla mandibola inferiore. I denti sono formati da una cuspide appuntita e sono adatti per il taglio (contrariamente a quelli delle altre razze, adatti a schiacciare). La coda, lunga e simile ad una frusta, è dotata di uno o due aculei veleniferi. La colorazione dorsale varia dal grigio-violetto all'azzurro-verdastro. La pastinaca violacea è agilissima nel nuoto e si nutre di piccoli pesci, calamari, meduse e crostacei pelagici, che spinge verso la bocca servendosi delle pinne pettorali.

## Biologia
È una specie ovovivipara. Per uno stile di vita pelagico la pastinaca pelagica presenta diverse caratteristiche diverse da quelle dei suoi parenti. Mentre la maggior parte delle razze si spingono ondulando i margini del disco, questa specie nuota oscillando (sbattendo) le sue pinne pettorali in un modo che si avvicina al "volo sottomarino" impiegato dai raggi d'aquila . I movimenti oscillatori delle pinne generano portanza, migliorando così l'efficienza di crociera in mare aperto a costo della manovrabilità.  La pastinaca pelagica è esperta nel nuoto all'indietro, il che può compensare il controllo fine inferiore offerto dalla sua modalità di nuoto. Questa specie individua le prede grazie alla visione.  La linea laterale della pastinaca pelagica, un complesso sistema di meccanorecettori che rilevano il movimento vicino alle correnti oceaniche , rimane simile ad altre razze nel coprire una superficie maggiore sul ventrale rispetto alla superficie dorsale. Tuttavia, questa specie è meno sensibile agli stimoli meccanici che a quelli visivi. 
I maschi si trovano in acque più profonde rispetto alle femmine .  Gli individui in cattività spesso agiscono in modo molto aggressivo nei confronti dei pesci , mordendoli e molestandoli, in particolare se hanno fame.  Questa specie è predata dallo squalo longimano, grandi squali bianchi, balene e altri grandi carnivori oceanici .  La sua colorazione scura a tutto tondo probabilmente serve a mimetizzalo nel suo habitat.  Il veleno sulla sua spina dorsale è anche abbastanza potente.
I piccoli pesci sono uno delle sue tipiche prede.La pastinaca pelagica è un predatore attivo che cattura la preda avvolgendoci attorno le pinne pettorali, prima di manipolarla alla bocca. È l'unica pastinaca in cui entrambi i sessi hanno i denti aguzzi, per afferrare e tagliare in prede scivolose.  Nella sua dieta è rappresentata un'ampia varietà di organismi : crostacei tra cui anfipodi , krill e granchi larvali , molluschi tra cui calamari , polpi, pesci ossei tra cui aringhe, sgombri ,cavallucci marini, meduse e policheti .  Al largo della California, le pastinache pelagiche cacciano grandi aggregazioni di calamari che si formano da novembre ad aprile. 

## Distribuzione e habitat
Distribuito nelle acque temperate e subtropicali di tutto il mondo. Predilige un habitat pelagico, esclusivamente al largo della piattaforma continentale e lontano dal fondo marino.

## Tassonomia
Questa specie venne classificata da Bonaparte nel 1832 come Trygon violacea. Il nome specifico violacea deriva dal latino viola e sta ad indicare il colore dorsale, che varia dall'azzurro al violaceo. Altri nomi comuni sono "pastinaca blu" e "pastinaca viola".

## Conservazione
Sebbene venga talvolta catturata dai pescherecci d'alto mare, non sembra minacciata dalle attività umane.